# Bonnie Blair
Bonnie Kathleen Blair (Cornwall, 18 maart 1964) is een voormalig Amerikaans schaatsster op de korte afstanden.

## Levensloop
Blair werd geboren in Cornwall, New York, maar groeide op in Champaign, Illinois. Nadat ze klaar was met haar middelbare school vertrok ze naar Milwaukee, Wisconsin, om zich bij het Amerikaanse schaatsteam te voegen.
Ze nam voor het eerst deel aan de Olympische Winterspelen in Sarajevo, in 1984. Ze won geen medaille(s), maar dat ze veel talent had was toen al duidelijk. Bij de Spelen van 1988 in Calgary won ze de gouden medaille op de 500 meter in een wereldrecordtijd van 39,10, en een bronzen medaille op de 1000 meter.
In 1992 won Blair bij de Spelen van Albertville zowel de 500 als de 1000 meter. Dat jaar was zij de eerste schaatsster die de Oscar Mathisen-trofee kreeg. Doordat het Internationaal Olympisch Comité in 1986 besloot de Zomer- en Winterspelen niet meer in hetzelfde jaar te houden, kon Blair al in 1994, tijdens de Spelen van Lillehammer, haar loopbaan bekronen. Ze deed dat door andermaal te winnen op de beide sprintafstanden.
Blair werd daarmee de eerste Amerikaanse atlete, die vijf gouden medailles won. Tot 1995 bleef Blair schaatsen. In februari van dat jaar zou ze de eerste vrouw ooit worden, die op de 500 meter de grens van 39 seconden doorbrak: 38,99.
Aan haar beide deelnames aan het WK Allround in 1985 en 1986 hield ze twee bronzen medailles over, veroverd op de 500 meter.

## Persoonlijk
Blair is getrouwd met David Cruikshank en hebben samen een schaatsende dochter, Blair Cruikshank.

## Persoonlijke records
| Afstand    | Tijd    | Datum            | Baan      |
| ---------- | ------- | ---------------- | --------- |
| 500 meter  | 38,69   | 12 februari 1995 | Calgary   |
| 1000 meter | 1.18,05 | 18 maart 1995    | Calgary   |
| 1500 meter | 2.03,44 | 21 februari 1994 | Hamar     |
| 3000 meter | 4.47,60 | 26 januari 1986  | Davos     |
| 5000 meter | 8.58,29 | 12 januari 1985  | Milwaukee |

## Resultaten
| Jaar | Olympische Spelen        | WK Allround | WK Sprint |
| ---- | ------------------------ | ----------- | --------- |
| 1984 | 8e 500m                  |             | 8e        |
| 1985 |                          | NC18        | 9e        |
| 1986 |                          | NC19        | Brons     |
| 1987 |                          |             | Zilver    |
| 1988 | 500m · 1000m · 4e 1500m  |             | Brons     |
| 1989 |                          |             | Goud      |
| 1990 |                          |             | Zilver    |
| 1991 |                          |             | 5e        |
| 1992 | 500m · 1000m · 21e 1500m |             | Zilver    |
| 1993 |                          |             | Zilver    |
| 1994 | 500m · 1000m · 4e 1500m  |             | Goud      |
| 1995 |                          |             | Goud      |

### Medaillespiegel
| Kampioenschap     | Goud · | Zilver · | Brons · |
| ----------------- | ------ | -------- | ------- |
| Olympische Spelen | 5      | 0        | 1       |
| WK Sprint         | 3      | 4        | 2       |

## Wereldrecords
| Nr. | Afstand        | Tijd    | Datum            | Baan       |
| --- | -------------- | ------- | ---------------- | ---------- |
| 1   | 500 meter      | 39,43   | 19 maart 1987    | Heerenveen |
| 2   | 500 meter      | 39,10   | 22 februari 1988 | Calgary    |
| 3   | sprintvierkamp | 159,435 | 26 februari 1989 | Heerenveen |
| 4   | sprintvierkamp | 159,390 | 19 januari 1992  | Davos      |
| 5   | sprintvierkamp | 157,405 | 30 januari 1994  | Calgary    |
| 6   | sprintvierkamp | 156,505 | 26 maart 1994    | Calgary    |
| 7   | 500 meter      | 38,99   | 26 maart 1994    | Calgary    |
| 8   | sprintvierkamp | 156,435 | 11 februari 1995 | Calgary    |
| 9   | 500 meter      | 38,69   | 12 februari 1995 | Calgary    |

#### Wereldrecords laaglandbaan (officieus)
| Nr. | Afstand    | Tijd    | Datum            | Baan         |
| --- | ---------- | ------- | ---------------- | ------------ |
| 1.  | 500 meter  | 40,74   | 30 november 1986 | West-Berlijn |
| 2.  | 500 meter  | 40,54   | 19 december 1986 | West Allis   |
| 3.  | 500 meter  | 40,44   | 28 december 1986 | West Allis   |
| 4.  | 500 meter  | 39,43   | 19 maart 1987    | Heerenveen   |
| 5.  | 1000 meter | 1.20,19 | 20 maart 1987    | Heerenveen   |
| 6.  | 1000 meter | 1.19,97 | 5 december 1993  | Hamer        |
| 7.  | 1000 meter | 1.18,74 | 23 februari 1994 | Hamer        |
| 8.  | 500 meter  | 39,13   | 8 februari 1995  | Milwaukee    |

1960: Helga Haase ·
1964: Lidia Skoblikova ·
1968: Ljoedmila Titova ·
1972: Anne Henning ·
1976: Sheila Young ·
1980: Karin Enke ·
1984: Christa Rothenburger ·
1988: Bonnie Blair ·
1992: Bonnie Blair ·
1994: Bonnie Blair ·
1998: Catriona Le May-Doan ·
2002: Catriona Le May-Doan ·
2006: Svetlana Zjoerova ·
2010: Lee Sang-hwa ·
2014: Lee Sang-hwa ·
2018: Nao Kodaira ·
2022: Erin Jackson
1960: Klara Goeseva ·
1964: Lidia Skoblikova ·
1968: Carry Geijssen ·
1972: Monika Pflug ·
1976: Tatjana Averina ·
1980: Natalja Petroeseva ·
1984: Karin Enke ·
1988: Christa Rothenburger ·
1992: Bonnie Blair ·
1994: Bonnie Blair ·
1998: Marianne Timmer ·
2002: Christine Witty ·
2006: Marianne Timmer ·
2010: Christine Nesbitt ·
2014: Zhang Hong ·
2018: Jorien ter Mors ·
2022: Miho Takagi
1976: Celeste Chlapaty · 
1977: Brenda Webster · 
1978: Sarah Docter · 
1979: Sylvie Daigle · 
1980: Miyoshi Kato · 
1981: Miyoshi Kato · 
1982: Maryse Perreault · 
1983: Sylvie Daigle · 
1984: Mariko Kinoshita · 
1985: Eiko Shishii · 
1986: Bonnie Blair · 
1987: Eiko Shishii · 
1988: Sylvie Daigle · 
1989: Sylvie Daigle · 
1990: Sylvie Daigle · 
1991: Nathalie Lambert · 
1992: Kim So-hee · 
1993: Nathalie Lambert · 
1994: Nathalie Lambert · 
1995: Chun Lee-kyung · 
1996: Chun Lee-kyung · 
1997: Chun Lee-kyung/Yang Yang (A) · 
1998: Yang Yang (A) · 
1999: Yang Yang (A) · 
2000: Yang Yang (A) · 
2001: Yang Yang (A) · 
2002: Yang Yang (A) · 
2003: Choi Eun-kyung · 
2004: Choi Eun-kyung · 
2005: Jin Sun-yu · 
2006: Jin Sun-yu · 
2007: Jin Sun-yu · 
2008: Wang Meng · 
2009: Wang Meng · 
2010: Park Seung-hi · 
2011: Cho Ha-ri · 
2012: Li Jianrou · 
2013: Wang Meng · 
2014: Shim Suk-hee · 
2015: Choi Min-jeong · 
2016: Choi Min-jeong · 
2017: Elise Christie ·
2018: Choi Min-jeong ·
2019: Suzanne Schulting ·
2021: Suzanne Schulting ·
2022: Choi Min-jeong
- International Standard Name Identifier: 0000 0000 3500 3915
- Library of Congress Control Number: n94012034
- Virtual International Authority File: 16451311
- WorldCat: E39PBJwHhMg7KfvwJ4rDqWF3Qq